# Black Lake, Saskatchewan (sjö)
Black Lake är en sjö i Kanada.   Den ligger i provinsen Saskatchewan, i den centrala delen av landet, 2 500 km nordväst om huvudstaden Ottawa. Black Lake ligger 276 meter över havet. Arean är 360 kvadratkilometer. Den sträcker sig 27,9 kilometer i nord-sydlig riktning, och 53,3 kilometer i öst-västlig riktning.
Följande samhällen ligger vid Black Lake:
- Black Lake (1 070 invånare)

Trakten runt Black Lake är nära nog obefolkad, med mindre än två invånare per kvadratkilometer.